# هبریدهای بیرونی

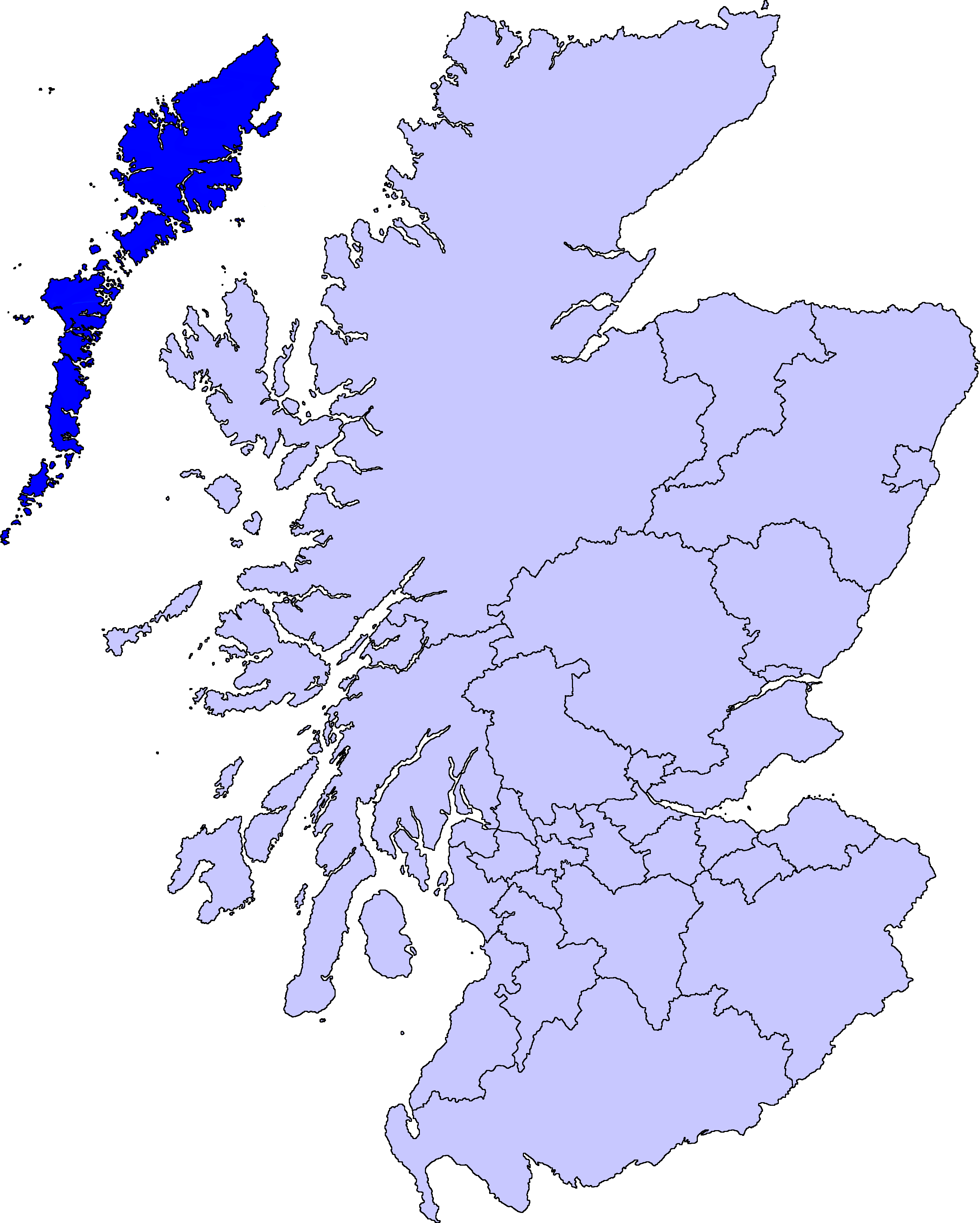

هبریدهای بیرونی (به انگلیسی: Outer Hebrides)، جزایر غربی یا جزایر طویل مجموعه‌ای از جزایر در شمال غربی اسکاتلند است. مساحت کل این مجموعه ۳٬۰۷۰ کیلومترمربع و جمعیت آن در سال ۲۰۱۳ به تعداد ۲۷/۴۰۰ نفر بود. این جزایر جزء مستعمرات پیشین نروژ بودند.